# Doom 3
Doom 3 je znanstvenofantastična prvoosebna strelska videoigra z elementi preživetvene grozljivke razvijalcev id Software, ki je izšla v založbi Activision. Igra je izšla 3. avgusta 2004 za Windows, kasneje pa še različici za Linux in Mac OS X. 3. aprila 2005 je izšla različica za Xbox razvijalcev Vicarious Visions. K razvoju večigralskega načina je pripomogel tudi britanski razvojni studio Splash Damage.
Igra je prenova serije Doom, kar pomeni, da se zgodba iz prejšnih iger v seriji ne nadaljuje in je postavljena na novo. Zgodba je postavljena v leto 2145 na Mars, kjer je vojaško-tovarniški konglomerat vzpostavil znanstveno raziskovalno postajo za raziskave na področju teleportacije, biologije in naprednih orožnih sistemov. Zaradi nenadzorovanih poskusov s teleportacijo se nenamenoma odpre portal do Pekla, kar povzroči katastrofalno invazijo demonov. Igralec, neimenovani marinec, se mora bojevati z demoni in odkriti način za zaustavitev invazije na Zemljo. Igralni pogon, id Tech 4, je bil nagrajen s številnimi nagradami, licence pa so bile prodane mnogim razvojnim studiem.
Igra je bila pomemben kritični in prodajni uspeh za id Software: z več kot 3,5 milijonov prodanih kopij po svetu je do dandanes najuspešnejši projekt razvojnega studia. Kritiki so pohvalili predvsem grafiko in predstavnost, čeprav so bili razdvojeni zaradi podobnosti z izvorno igro Doom, ki se je osredotočala na bojevanje s številnimi sovražniki. Aprila 2005 je izšla razširitev igre, Resurrection of Evil, razvijalcev Nerve Software, oktobra 2005 pa še film Doom, ohlapno osnovan po njej. Prvi del serije romanov pisca Matthewa J. Costella je izšel februarja 2008. Nadaljevanje Dooma 3, izdano leta 2016, je bilo naslovljeno preprosto Doom.

## Igranje

### Enoigralski način
Pri Doom 3 igralec opazuje svet skozi oči svojega lika, podobno kot pri drugih prvoosebnih strelskih igrah. Kot pri vseh prejšnjih igrah je glavna naloga v različnih prostorih v bazi premagati različne sovražnike, ki se lahko pojavijo tudi v zelo velikem številu. Kljub temu se igra osredotoča na zgodbo, kar pomeni, da igralec pogosto sreča prijateljske osebe, ki podajo ključne podatke, naloge in stvari. Igralec ima na voljo deset orožij, vključno s konvencionalnim orožjem, kot sta šibrenica in pištola, eksperimentalno orožje ter BFG 9000 in motorno žago, ki sta tradicionalni orožji iz prejšnjih delov serije. Obstaja več vrst sovražnikov, vsaka vrsta pa ima različne sposobnosti in taktike bojevanja. V glavnem se jih lahko razdeli v dve večji skupini, in sicer v zombije in demone. Zombiji so ljudje, ki so pod nadzorom demonskih sil, medtem ko so demoni bitja iz Pekla, ki napadajo predvsem s kremplji ter drugimi ostrimi telesnimi deli in/ali s plazemskimi kroglami. Trupla demonov se kmalu po smrti spremenijo v pepel, za sabo pa pustijo le sledove krvi.
Igra vsebuje mnogo elementov grozljivk, predvsem temo prostorov. Takšna zasnova igre ni mišljena samo za vzbujanje tesnobe in strahu pri igralcih, pač pa tudi za ustvaritev nevarnega okolja, v katerem igralec težko opazi sovražnike (npr. le po svetlečih očeh). Takšen vidik dodatno okrepi dejstvo, da mora igralec izbirati med orožjem in baterijsko svetilko, kar ga prisili k izbiri med osvetlitvijo in bojem pri vstopu v neki prostor, to pa poveča napetost. Med igranjem igralec pogosto doživi nadnaravne in bizarne prizore, poleg tega pa je v različnih delih baze prisotno mnogo krvi in trupel, ki so lahko razkosana. Vse to v kombinaciji z motenim delovanjem osvetljave služi med drugim za motenje pozornosti igralca.
Pogosti radijski prenosi pogovorov in drugih zvokov preko igralčeve komunikacijske naprave prispevajo k strašljivemu vzdušju. V času začetne invazije demonov, ki ustvari kaos v bazi, se lahko skozi radio sliši zvoke bojev, kričanja in umiranja. Kot zvoki okolice služijo predvsem delujoče naprave in stroji ter sikajoča para iz cevi, pa tudi nadnaravni in nerazložljivi zvoki, kot so stopinje in globoko dihanje v navidez praznem prostoru.
Zgodaj v igri igralec dobi dlančnik (angleško Personal Digital Assistant, PDA), ki vsebuje stopnjo varnostnega dostopa do določenih prostorov, omogoča pa tudi branje elektronske pošte in predvajanje video diskov. Pri vsakem najdenem dlančniku druge osebe se podatki samodejno naložijo na osebni dlančik, kar igralcu omogoči branje tuje elektronske pošte in zvočnih zapiskov, ki pogosto vsebujejo uporabne podatke, kot so kode za odpiranje vrat in varnostnih omaric ter samo ozadje zgodbe.

### Večigralski način
Poleg enoigralskega načina vsebuje igra tudi možnost večigralstva s štirimi igralci in štirimi igralskimi načini. Igralska skupnost je pozneje ustvarila modifikacijo, ki podpira do 8 ali 16 igralcev. Igralski načini so v osnovi tipa vsak proti vsem (angleško deathmatch). Standardni način vključuje gibanje po mapi, pri čemer igralec zbira orožje in pobija druge igralce; zmaga tisti, ki je v določenem času pobil največ igralcev. Skupinski način deluje po enakem principu, le da se bojujeta dve skupini. Pri načinu »last man standing« ima vsak igralec omejeno število življenj; zmaga zadnji preživeli. Zadnji način je turnir, pri katerem se spopadeta dva igralca, ostali pa gledajo bitko. Zmagovalec ostane v areni in se bojuje proti naslednjem igralcu itd. Xbox različica vključuje tudi dodatni dvoigralski način za glavno kampanjo, ki je sicer namenjena enemu igralcu.

## Povzetek vsebine

### Prizorišče
Doom 3 je postavljen v leto 2145. Vojaško-industrijski konglomerat, Union Aerospace Corporation (UAC), je postal največja korporacija na Zemlji in vzpostavil veliko raziskovalno bazo na Marsu. V njej potekajo raziskave na številnih področjih, med drugim na področju teleportacije, biologije, raziskovanja vesolja in naprednih orožnih sistemov. Zaradi lokacije baze lahko znanstveniki opravljajo poskuse zunaj zakonskih in etičnih okvirov. Med napredovanjem skozi bazo igralec izve, da so zaposleni nemirni zaradi številnih primerov nesreč, ki vključujejo nenavadne glasove, nerazložljiva videnja ter vedno številnejše primere paranoje in blaznosti, ki pogosto vodijo do smrtnih primerov zaradi poškodb s stroji in drugimi delujočimi napravami. Še posebej je izpostavljena narava eksperimentov v t. i. laboratorijih Delta, do katerih imajo dostop le redki posamezniki, v glavnem le najboljši znanstveniki, inženirji in višje administrativno osebje, ki so zavezani molčečnosti.

### Osebe
V igri je pomembnih pet oseb. Igralec prevzame vlogo neimenovanega marinca, ki je ravnokar prispel v bazo na Marsu. Glavna nadrejena oseba je podčastnik Thomas Kelly, ki daje igralcu naloge in nasvete v prvi polovici igre. Glavni antagonist je dr. Malcolm Betruger, vodja znanstvene divizije v laboratorijih Delta, za katerega se pozneje izkaže, da kolaborira s silami Pekla za uničenje celotnega človeštva. Demonski glas Betrugerja pogosto izziva igralca pri napredovanju. Zadnji dve osebi sta Elliott Swann in Jack Campbell. Swann je predstavnik uredniškega odbora UAC, ki je bil poslan na Mars, da bi raziskal številne primere nesreč. Campbell, Swannov telesni stražar, spremlja Swanna povsod in je oborožen z BFG 9000. Swann in Campbell sta večino igre korak pred igralcem, vendar ni mogoče priti neposredno v stik z njima, razen pozneje v igri. Prisotno je tudi večje število drugih oseb, preko katerih igralec izve ozadje zgodbe, ali pa mu pomagajo v določenih situacijah. Te osebe so predvsem znanstveniki, ki delujejo na različnih znanstvenih področjih, raziskovalnih programih in arheoloških izkopavanjih, ter varnostniki in vojaško osebje. Prisotno je tudi administrativno, tehnično in drugo civilno osebje.

### Zgodba
Igra se začne s prihodom Elliotta Swanna in njegovega telesnega stražarja v Mars City, vstopno točko v bazo na Marsu, ter neimenovanim marincem. Swann ima po tem burno razpravo z dr. Betrugerjem o nesrečah in pritožbah v bazi, medtem ko marinec odide do vrhovnega štaba marincev, kjer mu podčastnik Kelly ukaže, naj poišče pogrešanega znanstvenika iz laboratorijev Delta. Marinec najde znanstvenika v bližnjem zapuščenem komunikacijskem oporišču, kjer skrajno vznemirjen poskuša poslati na Zemljo opozorilo o teleportacijskih eksperimentih. Medtem, ko poskuša marincu razložiti situacijo v bazi, se prične nov eksperiment, ki nenadoma sproži nenaravni udarni val. Ta zajame celotno bazo in uniči mnogo delov, večino osebja pa spremeni v zombije, medtem ko začnejo sile pekla invazijo skozi portal.
Marinec se po začetnih bojih uspešno vrne do vrhovnega štaba, kjer mu podčastnik Kelly ukaže, naj se združi s skupino marincev v laboratorijih Alfa in s pomočjo posebne oddajne kartice pošlje sporočilo za nujno pomoč na Zemljo. Med napredovanjem skozi bazo izve, da sta Swann in Campbell prav tako preživela in sta na poti do komunikacijskega centra, kjer želita preprečiti oddajanje opozoril na Zemljo. Skupina vojakov, s katero naj bi se marinec dobil, pade v zasedo demonov. Čeprav uspe pridobiti kartico, Campbell uniči večino komunikacijske opreme. Kelly nato ukaže marincu, naj odda sporočilo na pomožnem sistemu, kjer ima na izbiro možnost izpolnitve Kellyevega ukaza, ali pa njegove zavrnitve in upoštevanja Swannovega argumenta izolacije baze, dokler se ne razišče naravo invazije in se s tem zaščiti Zemljo. Marincu Kelly ali Swann ukaže, naj gre v laboratorije Delta, glede na to, ali je poslal sporočilo ali pa ne.
Na poti do laboratorijev marinca kontaktira dr. Betruger, za katerega se izkaže, da sodeluje s silami Pekla za invazijo Zemlje in s tem uničenja celotnega človeštva. V primeru, da marinec ni poslal sporočila, stori to dr. Betruger v upanju, da bo izrabil prihajajoče vesoljske ladje kot transportno sredstvo do Zemlje. Marinca nato neuspešno poskuša ubiti s strupenimi plini v postaji za predelovanje odpadkov. Po prihodu v laboratorije Delta marinec izve za teleportacijske eksperimente, ekspedicije v Pekel, zajete demone in Betrugerjevo naraščajočo obsedenost s poskusi, kot tudi za arheološka izkopavanja pod površjem Marsa. Izkopavanja so odkrila podzemne sobane in različne artefakte starodavne izumrle civilizacije, med katerimi je najpomembnejša t. i. Kocka duš. Le-ta je po besedah preživelega znanstvenika edinstveno orožje, za katerega se je žrtvovalo mnogo pripadnikov civilizacije, da bi zaustavilo prejšnjo invazijo demonov. Poleg tega razkrije tudi to, da je dr. Betruger odnesel kocko v Pekel v času katastrofalnega eksperimenta. Marinec zasleduje antagonista skozi laboratorije, vendar ga ta po neuspeli pasti pošlje preko glavnega teleporterja v Pekel. 
Marinec se po številnih bojih z demoni uspe prebiti do kocke in premaga njenega demonskega stražarja. Po tem uspe ponovno aktivirati teleporter, preko katerega se vrne v laboratorije Delta. Kljub uničenemu teleporterju mu dr. Betruger razkrije, da sile Pekla odpirajo lasten portal na Marsu, ki bi omogočil prihod več milijonov demonov. Marinec najde ranjenega Swanna, ki mu pove, da je tudi podčastnik Kelly ves čas kolaboriral s silami Pekla in da ga Campbell zasleduje. Swann mu nato izroči svoj dlančnik z informacijami o legi nastajajočega portala pod površjem Marsa in marincu zagotovi, da bo sam skušal najti pot iz baze.
Marinec najde smrtno ranjenega Campbella v osrednjem računalniškem procesnem sektorju, ki pred smrtjo uspe povedati, da je Kelly ukradel njegov BFG 9000. V osrednjem kompleksu se spopade s Kellyem in ga ubije, nato pa se odpravi do Območja 3, vstopne točke do arheoloških izkopavanj. V glavnih izkopaninah odkrije portal, ki ga varuje Kiberdemon, najmogočnejši bojevnik Pekla. Marinec premaga Kiberdemona s pomočjo Kocke duš, nato pa slednja zapre portal. Na koncu igre je prikazano, kako reševalne sile prispejo do baze, kjer odkrijejo kaos in uničenje. Edini preživeli je marinec, Swann pa je podlegel poškodbam. Dr. Betrugerja ne uspejo najti, zadnji prizor pa ga prikazuje v Peklu, preobraženega v zmaju podobnega demona.

## Razvoj
Junija leta 2000 je John Carmack, razvijalec igralnih pogonov studia id Software, objavil načrt za prenovo izvorne igre Doom z novo tehnologijo. Predlog je sprožil razprtije med zaposlenimi v id Software, saj sta Kevin Cloud in Adrian Carmack, dva izmed lastnikov studia, vedno strogo nasprotovala prenovi igre zaradi prepogostega ponavljanja idej. Po pozitivnem sprejemu igre Return to Castle Wolfenstein in najnovejših nadgraditev igralnih pogonov se je večina zaposlenih strinjala s prenovo in je lastnikoma postavila ultimat: ali bosta dovolila prenovo, ali pa bodo dali odpoved. Po razmeroma mirnem soočenju (čeprav je bil grafični umetnik Paul Steed odpuščen zaradi maščevanja) je bil sprejet dogovor o igri Doom 3. id Software je začel razvijati igro pozno v letu 2000, takoj po koncu razvoja Quake III: Team Arena. Leta 2001 je bila zasnova predstavljena javnosti na Macworld Conference & Expo v Tokiu, pozneje pa še 15-minutna demonstracijska različica na E3 2002. Istega leta je na E3 prejel pet nagrad.
Zgodaj v razvoju je Trent Reznor iz skupine Nine Inch Nails in oboževalec serije iger Doom sprejel ponudbo za komponiranje glasbe in zvočnih učinkov. Zaradi »časa, denarja in slabe organizacije« ni nobeno Renzorjevo delo prišlo v končno različico. Temo igre je nato skomponiral Chris Vrenna, nekdanji bobnar skupine Nine Inch Nails. Grafične podobe v igri so nastale med drugim pod vplivom filmov, kot sta Alien in Popolni spomin. Doom 3 je bil zasnovan predvsem na zgodbi, kar se je odražalo v prizadevnem iskanju profesionalnih glasov za posojo glavnim likom v igri. Thomasu Kellyju je glas posodil Neil Ross, dr. Betrugerju Philip L. Clarke, Elliotu Swannu Charles Dennis ter Campbellu Andy Chanley. Protagonist, neimenovani marinec, se razen običajnih glasov pri naporu in bolečinah ne pogovarja z drugimi osebami. Pozno leta 2002 sta dva zaposlena pri ATI Technologies razkrila razvojno verzijo Doom 3 na medmrežju. Leto pozneje je bil na E3 2003 objavljen novi predstavitveni video, kmalu zatem pa je bil Doom 3 na domači strani id Software objavljen kot novi projekt v nastajanju, čeprav igra naj ne bi bila dokončana do poletja 2003. Po besedah Carmacka je razvoj trajal dlje kot pričakovano; izdaja igre je bila sprva mišljena sredi decembra 2003.
Doom 3 je dosegel t. i. zlato fazo (tj. pričelo se je tiskanje kopij za maloprodajo) 14. julija 2004, izdaja različice za Mac OS X pa je bila potrjena za naslednji dan. V ZDA je igra izšla 3. avgusta 2004, v ostalih državah pa 13. avgusta. Zaradi velikega povpraševanja je bila v prodaji že opolnoči na dan izida v določenih prodajalnah. Različica za Linux je bila izdana 4. oktobra 2004, za Mac OS X pa 14. marca 2005. Kot zadnja je bila izdana različica za Xbox 3. aprila 2005.
Teden pred izidom igre je postalo znano, da je na dogovor med id Software in Creative Labs o vključitvi zvočne tehnologije EAX v igri močno vplival programski patent, imenovan Carmack's Reverse, ki si ga je sicer lastilo slednje podjetje. Patent je obsegal tehniko upodabljanja senc, ki sta ga neodvisno razvila John Carmack in programerji v Creative Labs. Zavoljo izogiba sproženja pravnega postopka so v id Software pristali na uporabo omenjene zvočne tehnologije pod licenco podjetja Creative Labs.

### Igralni pogon
Tehnologija igre sloni na treh glavnih značilnostih: poenoteno tehniko osvetlitve in uporabljanja senc, kompleksne animacije in skriptni programski jezik, ki prikazujejo dinamično osvetlitev v realnem času, ter površine z grafičnim uporabniškim vmesnikom (GUI), ki prispevajo k večji interakciji v igri. Ključni napredek v tehnologiji id Tech 4 je predvsem poenotena tehnika osvetlitve in upodabljanja senc. Namesto programiranja ali onemogočanja lightmap struktur in shranjevanje tega med podatke mape je večina izvorov svetlobe programirana v realnem času. To omogoči upodabljanje senc tudi na dimamičnih objektih, kot so demoni in stroji. Pomanjkljivost tega je nezmožnost ustvarjanja mehkih senc in globalne osvetlitve.
Za večjo interaktivnost igralca z okoljem je bilo ustvarjenih več sto animiranih zaslonov z visoko ločljivostjo za računalnike v sami igri. Namesto preprostih zaslonov s tipko za uporabo služi umetni merek za streljanje kot kurzor računalniške miške. To omogoči izbiro več funkcij, kot je odpiranje varnostnih vrat, vnos kode, aktiviranje strojev, prižiganje luči, idr. Oblikovalec grafičnega vmesnika Patrick Duffy je napisal več kot 500.000 stavkov skripnih kod in ustvaril več kot 25.000 slikovnih datotek za vse grafične vmesnike in računalniške zaslone v celotni igri. Druge pomembne značilnosti igralnega pogona so normal mapping in odsevno poudarjanje tekstur, realistično obravnavanje zakonov fizike, zvočni učinki v okolici ter večkanalni zvok. Različica za Xbox podpira 480p širokozaslonsko ločljivost zaslona ter prostorski zvok po standardu Dolby Digital 5.1.
Celotno kodo igralnega pogona je id Software novembra 2011 objavil pod licenco GNU GPL, v skladu z napovedmi studia da bodo vse starejše različice svojih pogonov ponudili javnosti kot prosto programje, ko ne bodo več aktualne. Pred tem je moral John Carmack na novo napisati del metode 3D senčenja, saj naj bi bila v konfliktu s programskim patentom podjetja Creative Labs. Grafična podoba ostaja zaščitena, zato igra kot celota ni prosta.

## = Sistemske zahteve
- 1,5 GHz CPU ali več
- 384 MB RAM
- 64 MB grafična kartica ali več
- DirectX verzija 9.0b ali več
- 2,2 GB trdega diska

## Odziv
| Agregator    | Ocena                        |
| ------------ | ---------------------------- |
| GameRankings | 88 % (PC & Mac) 87,7% (Xbox) |
| Metacritic   | 87 % (PC & Mac) 88 % (Xbox)  |

| Publikacija    | Ocena                           |
| -------------- | ------------------------------- |
| 1Up.com        | B+ (PC & Mac) A (Xbox)          |
| Eurogamer      | 9/10 (PC & Mac)                 |
| GameSpot       | 8,5/10 (PC & Mac) 8,6/10 (Xbox) |
| GameSpy        | (PC & Mac) (Xbox)               |
| IGN            | 8,9/10 (PC & Mac) 9,3 (Xbox)    |
| PC Gamer (UK)  | 90 % (PC & Mac)                 |
| PC Gamer (ZDA) | 94 % (PC & Mac)                 |

| Publikacija | Nagrada                                                                               |
| ----------- | ------------------------------------------------------------------------------------- |
|             | GameSpot's Best and Worst of 2004: Najboljša grafika                                  |
|             | Golden Joystick Awards 2004: Najboljša igra za PC leta 2004, Najboljša igra leta 2004 |

Doom 3 je bil pomemben kritičen in prodajni uspeh za id Software: od začetka leta 2007 je bilo prodanih okoli 3,5 milijona izvodov, s čimer je do dandanes najuspešnejši projekt razvojnega studia. Licenca za igralni pogon, id Tech 4, je bila prodana tudi drugim razvijalcem in uporabljena v igrah, kot sta Prey (razvijalcev Human Head Studios) ter Enemy Territory: Quake Wars (razvijalcev Splash Damage).
Igra je prejela pozitivne odzive kritikov, s povprečno oceno 87 % na strani Metacritic in 88 % na strani GameRankings. Pohvaljeni sta bili predvsem grafika in predstavnost; kritiki na GameSpot so opisali okolje v igri kot »prepričljivo živo, z napetim ozračjem in presenetljivo široko«, medtem ko so na PC Gamer UK opisali grafiko ter animacije in podobe oseb v igri kot brezhibne. Dan Adams, kritik na IGN-ju, je zapisal, da je predstavnost v igri izjemno pomembna, saj bi bila igra »brez ozračja preprosta strelska videoigra iz časa 90-ih let prejšnjega stoletja«. Kritiki so poleg tega pohvalili izgled igre, ki je dober tudi v primeru nižjih grafičnih nastavitev, ter samo prizorišče in premiso igre; Greg Kasavin, kritik na GameSpotu, je opisal, da dobi igralec občutek dogajanja v realnem svetu, na IGN-ju pa so opozorili tudi, da k realističnemu občutku prispeva tudi sam izgled nekaterih dotrajanih ali poškodovanih predmetov. Na Eurogamer so izpostavili začetno sekvenco v igri, ki daje »občutek poklona odličnim idejam« v seriji iger Half-Life razvijalcev Valve Software.
Mnogo kritikov je izpostavilo, da je kljub vsemu Doom 3 ostal zvest t. i. »teči in streljaj« zvrsti igranja, ki je bilo značilno za prejšnje igre iz serije, za kar je prejel tako pohvale, kot tudi negativne odzive. Pri slednjih je bil problem predvsem ponavljanje načina bojevanja po daljšem igranju, poleg tega pa umetna inteligenca ni bila obravnavana kot posebno zahtevna. Igralci naj bi si zapomnili taktike sovražnikov iz prejšnjih iger, po drugi strani pa bi lahko relativno enostavno predvideli, da se bodo po pobranju zaščitnega oklepa pojavili zombiji iz skritih prostorov v temi. Nekateri so kritizirali tudi način predstavljanja zgodbe, ki naj bi bil neučinkovit, predvsem zaradi pomanjkanja osebnosti neimenovanega marinca. Kot zadnje naj bi bil večigralski način neiznajdljiv zaradi nizkih omejitev igralcev in manjšega števila načinov igranj napram igri Quake III Arena istega razvijalca.
Različica za Xbox je prejela podoben odziv, s povprečno oceno 88 % na strani Metacritic in 87,7 % na GameRankings. Prav tako je bila pohvaljena in kritizirana zaradi istih stvari kot različica za PC, čeprav je bila različica za Xbox pohvaljena tudi zaradi brezhibnega nadzora na igralni konzoli kot tudi zaradi dodatnega dvoigralskega načina, kar naj bi bilo po besedah kritikov na IGN »vredno svoje cene«. Po drugi strani je bila različica kritizirana zaradi občasne upočasnjenosti zaradi velike zahtevnosti igralnega pogona za igralno konzolo.

## Zapuščina
Enajst let po izidu izvorne igre Doom je Doom 3 oznanil vrnitev serije na trg videoiger. Osem mesecev po izidu igre je bila izdana še razširitev, Resurrection of Evil, razvijalcev Nerve Software, v katerem sta bila izboljšana obravnava fizikalnih zakonitosti v igri ter večigralski način. Istoimenski film, ohlapno osnovan po igri, je v ZDA doživel premiero 21. oktobra 2005 in v Združenem kraljestvu 2. decembra 2005. V režiji Andrzeja Bartkowiaka ter s Karlom Urbanom, Rosamunde Pike in Dwaynom Johnsonom v glavnih vlogah, je film doživel relativno slab odziv; v tednu premiere je bilo v ZDA prodanih za več kot 15,3 milijonov USD vstopnic, v naslednjem tednu pa je prodaja padla na 4,2 milijonov USD. Zgodaj v letu 2008 je Matthew J. Costello, ki je osnoval zgodbo za igro, začel pisati serijo romanov; prvi roman z naslovom Worlds on Fire je izšel 26. februarja 2008, drugi z naslovom Maelstrom pa marca 2009. Maja leta 2008 je bil objavljen načrt za razvoj nove igre Doom 4 z novim igralnim pogonom id Tech 5, ki pa ne bo nadaljevala zgodbe Doom 3. V zadnji četrtini leta 2012 je izšla t. i. izdaja BFG (BFG edition), ki vključuje igro Doom 3 in razširitev Ressurection of Evil z izboljšanimi grafičnimi podobami in zvoki, sistemom samodejnega shranjevanja igre na določenih točkah ter podporo za 3D zaslone in naglavna 3D očala. Celoten paket, izdan za Windows, PlayStation 3 in Xbox 360, vsebuje še novo razširitev, tj. Lost mission (Izgubljena misija) ter izvirni igri, Doom in Doom II.